# Fungia paumotensis
Fungia paumotensis är en korallart som beskrevs av Samuel Stutchbury 1833. Fungia paumotensis ingår i släktet Fungia och familjen Fungiidae. IUCN kategoriserar arten globalt som livskraftig. Inga underarter finns listade i Catalogue of Life.